# Hermannia exappendiculata
Hermannia exappendiculata là một loài thực vật có hoa trong họ Cẩm quỳ. Loài này được (Mast.) K. Schum. mô tả khoa học đầu tiên năm 1895.